# Tiger Tunes
Tiger Tunes ist eine dänische Band, die 2001 durch im Internet veröffentlichte Musik populär wurde. Sie veröffentlichte drei Singles, bevor sie von dem Label V2 unter Vertrag genommen wurde. Nach einem gemeinsamen Auftritt 2004 mit der Band „Wir sind Helden“ beim Musikfestival „Rock am Ring“ starteten die beiden Bands 2005 eine gemeinsame Tournee.
Seit 2006 befindet sich die Gruppe in einer Kreativpause.

## Diskografie
- Forget About the Stupid Rocket Idea! (EP, 2004)
- Foolio 7 (Single, 2004)
- Absolutely Worthless Compared to Important Books (Album, 2005)